# Teočak, Bihać
Teočak je naselje v občini Bihać, Bosna in Hercegovina. 

## Deli naselja
Mali Brusovac, Podastranje in Teočak.

## Prebivalstvo
| Pregled števila prebivalcev po letih | Pregled števila prebivalcev po letih | Pregled števila prebivalcev po letih | Pregled števila prebivalcev po letih | Pregled števila prebivalcev po letih | Pregled števila prebivalcev po letih |
| ------------------------------------ | ------------------------------------ | ------------------------------------ | ------------------------------------ | ------------------------------------ | ------------------------------------ |
| 1948                                 | 1953                                 | 1961                                 | 1971                                 | 1981                                 | 1991                                 |
| -                                    | -                                    | -                                    | 310                                  | 137                                  | 92                                   |

| Narodna sestava prebivalstva po letih                                                                                      | Narodna sestava prebivalstva po letih                                                                                        | Narodna sestava prebivalstva po letih                                                                                    |
| --- | --- | --- |
| 1971 | 1981 | 1991 |
| . skupaj: 310 Srbi 304 (98,06 %) Hrvati 0 (0,00 %) Muslimani 0 (0,00 %) Jugoslovani 4 (1,29 %) drugi in neznano 2 (0,64 %) | . skupaj: 137 Srbi 108 (78,83 %) Hrvati 0 (0,00 %) Muslimani 0 (0,00 %) Jugoslovani 29 (21,16 %) drugi in neznano 0 (0,00 %) | . skupaj: 92 Srbi 91 (98,91 %) Hrvati 0 (0,00 %) Muslimani 0 (0,00 %) Jugoslovani 1 (1,08 %) drugi in neznano 0 (0,00 %) |